# Angermünde
Angermünde är en stad i östra Tyskland, belägen i Landkreis Uckermark i förbundslandet Brandenburg, omkring 80 km nordost om Berlin. Angermünde grundades under 1200-talet och staden är känd för sin väl bevarade historiska stadskärna. Den är också en viktig järnvägsknut i nordöstra Tyskland. Sedan 2003 ingår staden Greiffenberg (Uckermark) tillsammans med ett tjugotal tidigare småkommuner i Angermündes stadskommun.

## Geografi
Angermünde ligger ungefär 80 km norr om Berlin i ett moränområde med många sjöar. Med en yta av 323 km² är Angermünde en av Tysklands ytmässigt största städer. Angermünde gränsar i söder till länet Barnim och i öster till Polen.

### Administrativ indelning
Angermünde indelas idag i stadskärnan samt 23 ytterligare orter med administrativ stadsdelsstatus (Ortsteile). Av dessa intar Greiffenberg en särställning, som tidigare stad men sedan 2003 en del av Angermünde.

#### Ortsteile
| | |                                                                                    |
| - Altkünkendorf - Biesenbrow - Bruchhagen - Bölkendorf - Crussow - Dobberzin - Frauenhagen - Gellmersdorf | - Greiffenberg - Günterberg - Görlsdorf - Herzsprung - Kerkow - Mürow - Neukünkendorf - Schmargendorf | - Schmiedeberg - Steinhöfel - Stolpe - Welsow - Wilmersdorf - Wolletz - Zuchenberg |

## Historik
Mellan omkring åren 1210 och 1230 uppfördes en borg på platsen, där flera handelsvägar korsades. Mariakyrkan uppfördes omkring år 1210 i sten, och omkring 1245–1250 uppfördes den första klosterkyrkan för stadens franciskanerkloster, som senare ersattes av en kyrka i tegelgotik. Stadsrättigheterna tros ha utfärdats omkring 1254 av markgrevarna Johan I och Otto III av Brandenburg. Det första belagda omnämnandet av staden Angermünde finns i ett dokument daterat 1263.
I slaget vid Angermünde år 1420 segrade markgrevskapet Brandenburgs trupper över hertigdömet Pommern.
År 1842 fick staden järnvägsanslutning genom byggandet av järnvägen mellan Berlin och Stettin (dagens Szczecin i Polen).
Under Kristallnatten 1938 brändes stadens synagoga på Klosterstrasse ned, och den judiska kyrkogården på Puschkinallee vandaliserades.
Den 27 april 1945 överlämnades staden utan strid till Röda armén, vilket ledde till att staden förskonades från förstörelse i krigets slutfas och därför kan uppvisa en relativt välbevarad gammal stadskärna idag. På order av de sovjetiska ockupationstrupperna tvingades tyska tvångsarbetare riva monumentet över fallna tyska soldater på stadens torg.
Staden var 1945–1990 en del av först den sovjetiska ockupationssektorn och därefter Bezirk Frankfurt i Östtyskland. 1974 slogs byn Dobberzin samman med staden.
Staden har sina nuvarande gränser sedan 2003, då det angränsande kommunalförbundet Amt Angermünde-Land upplöstes och slogs samman med staden.

## Kommunikationer
Angermünde är en viktig järnvägsknut i Brandenburg, och från stadens järnvägsstation finns förbindelser mot Berlin, Schwedt och Stralsund, samt mot Szczecin i Polen.
Vägarna Bundesstrasse 2 och Bundesstrasse 198 passerar genom Angermünde. Närmaste avfart från motorvägen A11 finns vid Joachimsthal, 16 km från staden.

## Kända Angermündebor
- Frieda Amerlan (1841–1924), författare.
- Heinrich Borgmann (1912–1945), Adolf Hitlers adjutant.
- Leopold von Buch (1774-1853), geolog.
- Jean-Pierre Guillaume Catteau-Calleville (1759–1819), historiker och geograf, ledamot av svenska Vetenskapsakademien och Vitterhetsakademien.
- Friedrich Heinrich von der Hagen (1780–1856), germanist.
- Julia Jäger (född 1970), skådespelerska.
- Karl-Heinz Krause (född 1924), skulptör.
- Hartmut Losch (1943–1997), diskuskastare, bror till
- Manfred Losch (1938–2009), släggkastare.
- Günter Reimann (1904–2005), ekonom.
- Emil Sieg (1866–1951), filolog.
- August Julius Streichenberg (1814–1878), skulptör.
- Hans-Erich Voss (1897–1969), marinofficer.
- Ehm Welk (1884–1966), journalist och författare.

## Galleri

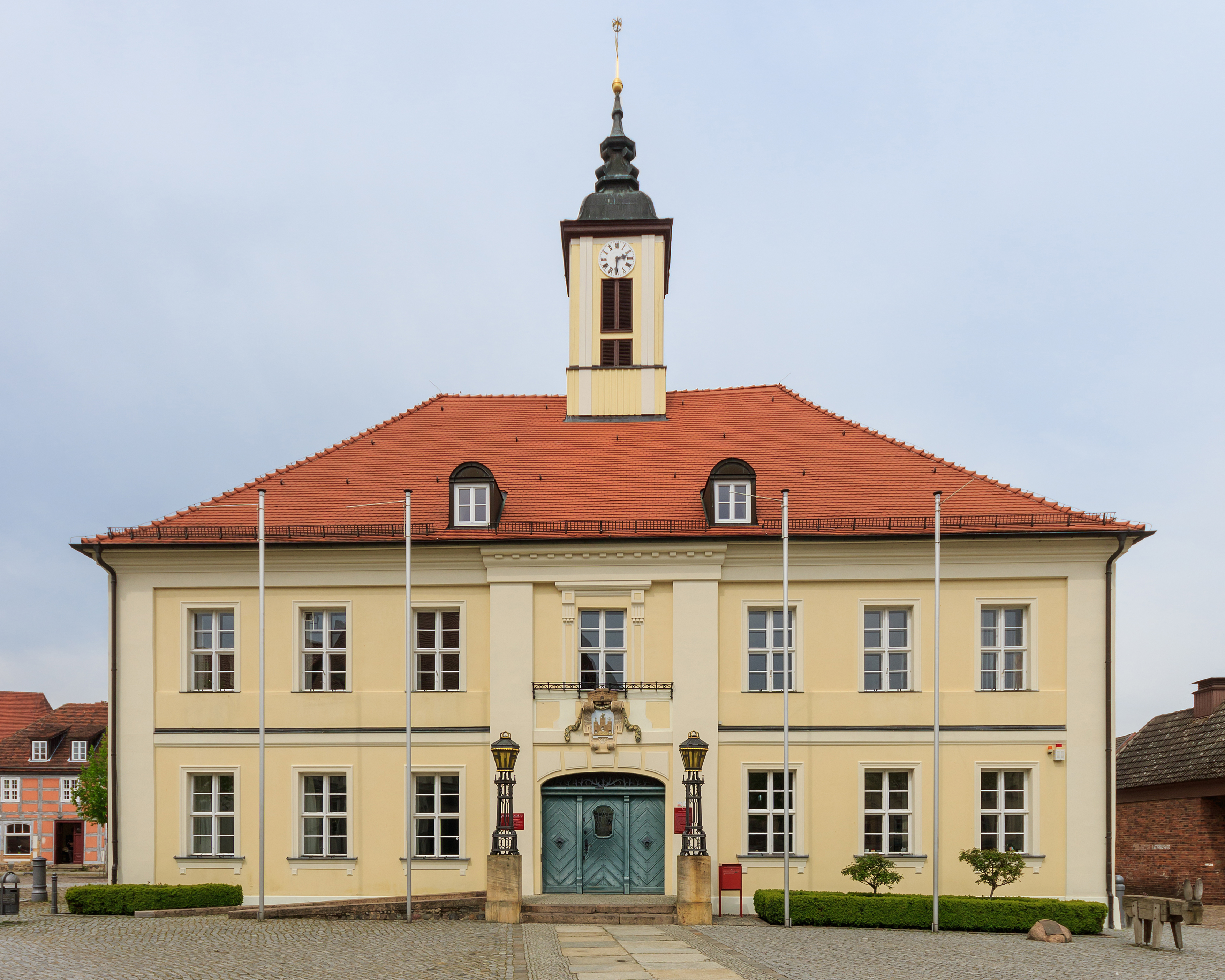
Rådhuset
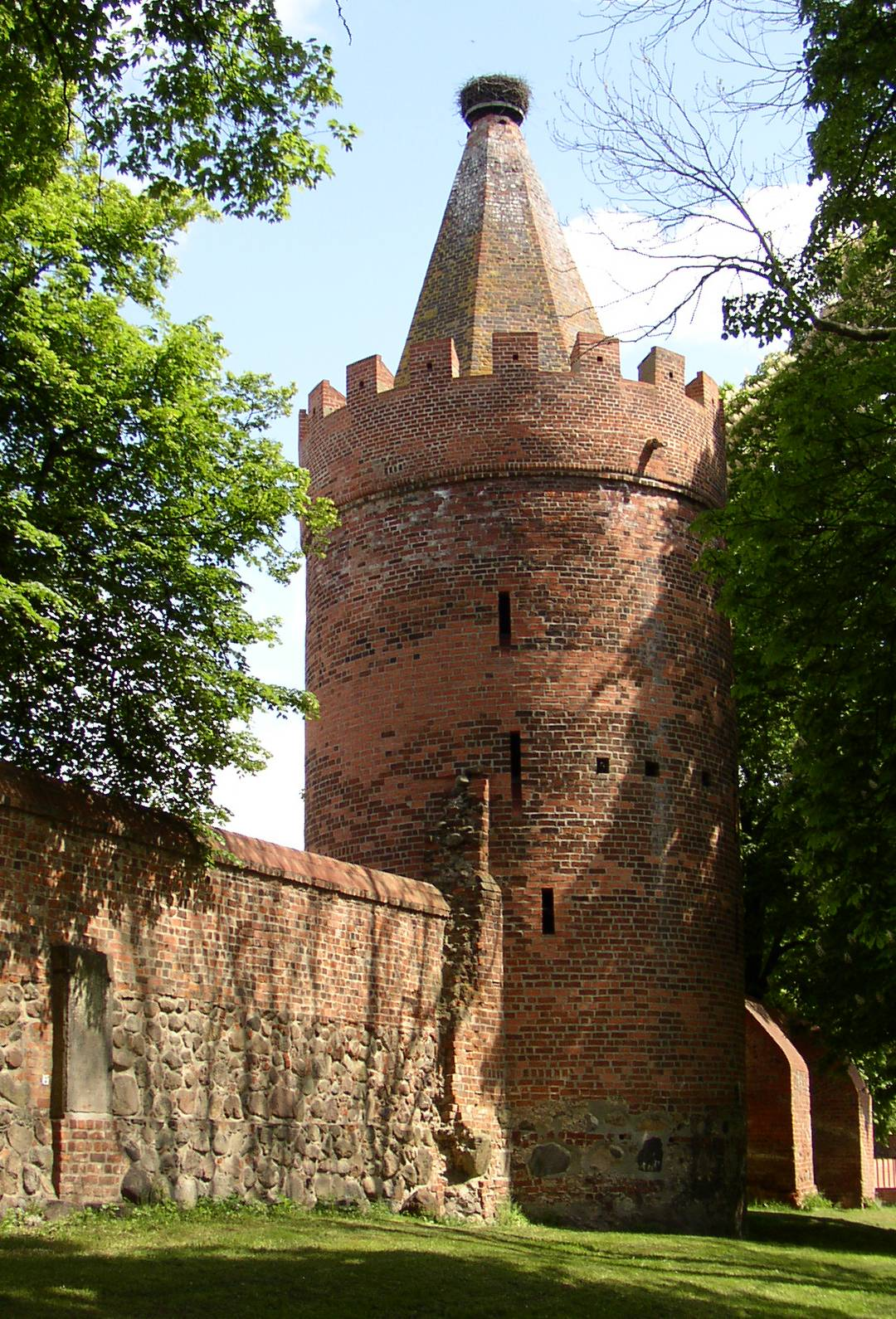
Kruttornet och del av ringmuren.